# 恵比寿マスカッツ全国CAMP『そうだ!みんなで野音に行こう』
『恵比寿マスカッツ全国CAMP『そうだ!みんなで野音に行こう』』（えびすマスカッツぜんこくキャンプ そうだ!みんなでやおんにいこう）は、恵比寿マスカッツのライブビデオ。

## 概要
ジャケットは、「ヘラクレス〜哀愁のパンサアゲイン〜」で山中絢子が吊るされている場面が使用されている。

## 収録曲

### DISC1
1. バナナ・マンゴー・ハイスクール
2. スプリングホリデー
3. ヘラクレス〜哀愁のパンサアゲイン〜
4. プルカワYES
5. 真夜中の2時恵比寿
6. 霊感少女A
7. 私マンボー
8. かわいい甲子園
9. 12の34で泣いてwith涙四姉妹
10. OECURA MAMBO
11. チヨコレイト
12. バナナ・マンゴー・ハイスクール(アンコール)

### DISC2
1. メイキング映像
2. ワケあり映像
3. 終演後コメント

## スタッフ
- 舞台出演：佐藤恒也
- ダンス：KENTO・ZEN・☆SUKE・WHO

- 総合プロデューサー：藤倉尚
- 総合演出：マッコイ斎藤
- 企画：鳥塚恵介
- 構成：鈴木工務店、佐藤俊明
- プロデューサー：小林岳夫
- アシスタントプロデューサー：二階堂恵
- ディレクター：村上スイカ、佐々木敦規(オープニング)
- アシスタントディレクター：斎藤恵美
- カメラ：秋山勇人
- VE：高木稔
- EED:増田直人、山田彩
- MA：阿世知貴彦
- 音効：石見知哉
- 音楽：JAM＆LICE
- 音楽プロデューサー：川島知明
- 振付：RYONRYON、MINAMI ZUSHI
- ヘアメイク：天野良美、西村恵、山本仁美、在間亜希子、島貫香奈子、佐野美穂子、小坂美由紀
- コーディネイター：高野純一、山根愛美、千葉国子

### ライブスタッフ
- プロデューサー：恩田宏紀
- 舞台監督：高橋孝大、阿部健、杉田秀行
- カメラ：清水利彦
- ビデオエンジニア：石田順一
- 美術：小林慎典、黄美淵
- 大道具：大友秀之、照屋賢
- フライングシステム：福井啓介、越後博公
- 電響：鈴木慶幸(客席)、真下美織(客席助手)、渡辺欽章(モニター)、川上隆一(技術)、築館幸専、原采佳(舞台助手)
- 照明：渡辺光夫(チーフ)、前田へとし、鈴木博史、針生光勇、佐藤美帆、神山やよい(部分照明)
- LED:藤澤豊一、名越信行
- ライブ構成：大羽知道
- 運営：村川重樹
- 制作：西ヨシオ、岩澤葉月

### ライブ撮影スタッフ
- プロデューサー：衣川悟
- ディレクター：田川貴一
- カメラ：小川ミキ、岩崎研治、平石義弘、仲川貴裕、黒田郁彦、須藤耕太、五十嵐大高、小野澤諭
- ビデオエンジニア：白澤光
- 映像・音響調整：OMNIBUS　JAPAN
- フロアディレクター：田平衛史、濱村晃
- レコーディング制作：大島啓光
- デジタル音源制作：木下子龍
- 音声調整：濱田晃弘
- 音圧調整：鈴木夢時
- コンテンツ制作：菊池康弘
- 撮影：田中和彦
- 美術製作・デザイン：加藤幹也
- 撮影演出：田川貴一、図司安明
- 制作：高瀬一将、阿多和孝
- 分析：小倉健志
- 宣伝：川島知明